# ¡Viva el novio!
¡Viva el novio! es una película chilena dirigida por Gerardo Cáceres y protagonizada por Cristián García-Huidobro, Ana María Gazmuri y Coca Guazzini. Estrenada el 7 de noviembre de 1990.

## Sinopsis
Después de una agitada vida amorosa, el Pelao Infante (Cristián García-Huidobro) ha decidido sentar cabeza, casándose con su novia Florencia (Ana María Gazmuri). Pero todo se derrumba cuando de improviso se presenta la exnovia Solange (Coca Guazzini) que espera un hijo de él. Huyendo de su propia boda, el Pelao Infante recorre distintos lugares de Santiago, encontrándose con una amiga, una ex amante y sus amigos. De cada reunión debe arrancar, ante la incansable persecución de su novia vestida de blanco.

## Reparto
- Cristián García-Huidobro como Miguel «Pelao» Infante
- Ana María Gazmuri como Florencia Lombardi
- Coca Guazzini como Solange Torres
- Jaime Vadell como Manuel Infante
- Gloria Münchmeyer como Mariluz de Infante
- Edgardo Bruna como Roberto Lombardi
- Peggy Cordero como Blanca de Lombardi
- Rodrigo Bastidas como Sebastián «Tatán» Lombardi
- Rebeca Ghigliotto como Victoria «Vicky» Sutil
- Fernando Gallardo como Coronel Gómez
- Grimanesa Jiménez como Marión Torres
- Sonia Mena como Luisa
- Rosario Adriazola como Patricia
- Elena Muñoz como Ana
- Natalia García-Huidobro como Lola
- Liliana Poggio como Xiomara
- Aliro Vega como el sacerdote
- Adolfo Cozzi como el monoguillo
- Gabriela Hernández como Cristina Infante
- Eliana Vidal como Laura Infante
- Sergio Hernández como el amigo del Pelao
- Claudio Valenzuela como el primo del Pelao
- Eduardo Soto

## Producción
La película ¡Viva el novio! contó con la suma de US$ 200.000 de inversión por Chilefilms y Mecena Producciones.